# Stattena IF

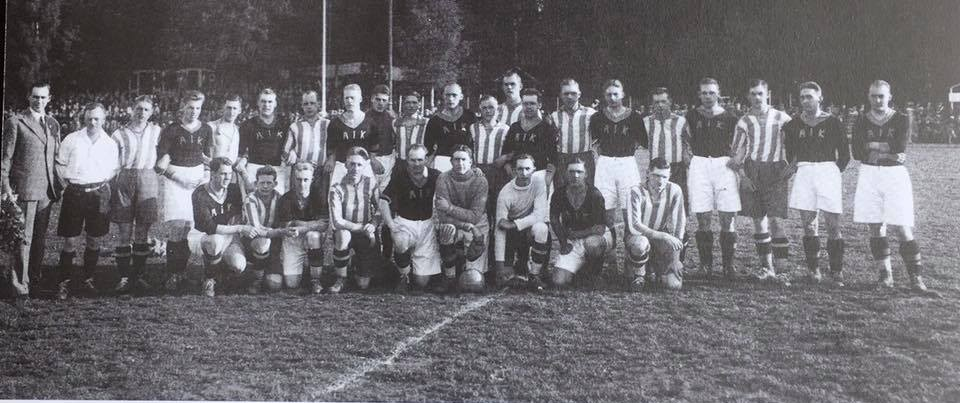
Stattena in der klassischen Spieleruniform gelb-blau gestreiftes Hemd und blaue Hose gegen AIK am 21. September 1927 in der höchsten schwedischen Spielklasse Allsvenskan in Råsunda.

Der Stattena IF ist ein schwedischer Fußballverein in Helsingborg. Sowohl Frauen- als auch Männermannschaft spielten im Laufe der Vereinsgeschichte erstklassig.

## Geschichte
Stattena IF wurde am 1. März 1922 gegründet. Bereits 1925 gelang der Aufstieg in die zweite Liga. Dort wurde die Mannschaft auf Anhieb Vizemeister hinter Halmstads BK. Ein Jahr später wurde die Mannschaft Staffelsieger und trat in den Aufstiegsspielen gegen Skara IF an. Nach einem 2:2-Unentschieden im Hinspiel gelang auswärts ein 2:1-Erfolg und damit der Aufstieg in die Allsvenskan. 
Mit fünf Siegen und einem Unentschieden konnte sich Stattena IF jedoch nicht in der ersten Liga behaupten und stieg als Tabellenletzter direkt wieder ab. In der zweiten Liga wurde die Mannschaft jedoch erneut Staffelsieger und schaffte damit den direkten Wiederaufstieg. Jedoch erwies sich die schwedische Eliteserie erneut zu stark für den Verein und der Klub musste direkt wieder absteigen. 
Der erneute Wiederaufstieg misslang als Tabellenachter. In den folgenden Jahren etablierte sich die Mannschaft im Mittelfeld der Tabelle, ehe 1935 nur noch ein Abstiegsplatz belegt wurde und der Klub nur noch drittklassig spielte. Auch hier konnte die Mannschaft sich nur im hinteren Tabellenbereich platzieren. 1939 trennte den Klub nur noch ein Punkt von Hälsans BK, dem bestplatzierten Absteiger in die Division 4. Zwei Jahre später beendete die Mannschaft die Saison auf dem letzten Tabellenplatz und musste absteigen.
Nachdem Stattena IF jahrelang in der vierten Liga gespielt hatte, gelang 1967 die Meisterschaft und damit der Aufstieg in die dritte Liga. Hier belegte die Mannschaft jedoch den letzten Tabellenrang und stieg direkt wieder ab. 1971 schaffte die Mannschaft die erneute Rückkehr in die Drittklassigkeit. Mit einem Punkt Vorsprung auf Absteiger Lunds BK konnte zunächst die Klasse gehalten werden, die zweite Spielzeit wurde wiederum auf einem Abstiegsplatz beendet. 1977 wurde wiederum der Aufstieg geschafft, dem der direkte Wiederabstieg folgte. 1981 verabschiedete sich die Mannschaft aus der vierten Liga, in die der Klub 1985 zurückkehrte. Bei der Ligareform 1986 kam Stattena IF in die fünftklassige Division 4. 1989 gelang Stattena IF die Rückkehr in die vierte Liga, mit dem direkten Wiederabstieg verabschiedete sich die Mannschaft vom höherklassigen Fußball.
Die Frauenmannschaft stieg 2002 erstmals in die Allsvenskan auf. Im ersten Jahr konnte der Klub als Drittletzter die Klasse erhalten, ein Jahr später belegte die Mannschaft den letzten Platz und musste wieder absteigen. Anschließend spielte die Mannschaft mehrere Jahre in der Division 1 Södra, ehe ihr Ende 2008 die Rückkehr in die Damallsvenskan gelang. In der Eliteserie verpasste sie jedoch den Klassenerhalt und musste gemeinsam mit Mitaufsteiger Piteå IF direkt wieder absteigen.